# Ermita y Necrópolis de San Nicolás
La Ermita y Necrópolis de San Nicolás es un yacimiento arqueológico perteneciente al periodo histórico de la Alta Edad Media situado en La Sequera de Haza, (Burgos, España), en la comarca de la Ribera del Duero.

## Características
El yacimiento arqueológico de San Nicolás está localizado en La Sequera de Haza, a 800 metros de su núcleo urbano, al sur de la provincia de Burgos, en el Partido judicial de Aranda de Duero. Es una zona a una altitud de 850 m.s.n.m. en una zona de cuestas que conduce al valle del arroyo Hontanguillas, afluente del río Riaza, en una zona de influencia de los valles de estos ríos y, además, del Duero y el Duratón.
La ermita se encuentra en una pequeña terraza en una ladera del páramo de Corcos.
Respecto a su geomorfología, el territorio se ubica en una zona de transición entre su unidad geológica principal, de formación de calizas, y otra unidad formada por arcillas y arenas. La terraza en donde se extiende la ermita y, a su lateral, la necrópolis se alza a 899 m s. n. m..

## Excavaciones
Las intervenciones arqueológicas en el yacimiento de San Nicolás tienen dos etapas: 

### 1982-1983
La primera intervención se realizó bajo la dirección del Doctor en Historia Francisco Reyes Téllez y estuvo motivada por la aparición de restos humanos durante unas labores agrícolas en el lugar.  El trabajo de campo estuvo condicionado por ser una intervención de urgencia, comprometida con la "recuperación de los elementos y partes del yacimiento sometidos a destrucción". Se acometió mediante el sistema Wheeler el interior de la edificación (ermita) y el exterior (necrópolis). Esta intervención se realizó en dos campañas entre 1982 y 1983.

#### Ermita
La excavación se limitó al espacio del ábside de la ermita. En la tesis doctoral de Francisco Reyes se recogen en esta zona cuatro silos de almacenamiento dispuestos a ambos lados del ábside y de distinto tamaño y capacidad cada uno.

#### Necrópolis
Para acometer el trabajo de campo se instalaron tres cuadrículas. Los materiales posicionales de los primeros niveles se hallaban alterados por la acción de la faena agraria (arado). No obstante, se lograron documentar en este sector exterior  fragmentos cerámicos, restos óseos  y tumbas. En concreto, el equipo arqueológico excavó tres tumbas, de tipología antropoide excavadas en la caliza, y se localizaron otras dos más. Asimismo, aparecieron osarios en el interior y exterior de las tumbas.

### 2018-2021
En 2018 se retoma el trabajo arqueológico con el fin de consolidar las estructuras y acondicionar el yacimiento para una futura musealización. Se han llevado a cabo cuatro campañas (2018-2021) bajo la dirección del Doctor en Historia Alberto Polo Romero y el anterior director Francisco Reyes Téllez, ambos profesores del Área de Arqueología de la Universidad Rey Juan Carlos. Desde 2018 se amplió el terreno de estudio del sector sur (necrópolis) y se excavó todo el interior de la ermita. La metodología de esta etapa atiende a un sistema de unidades estratigráficas.

#### Ermita
El trabajo de campo dejó al descubierto en la nave central de la ermita diferentes estructuras negativas en el nivel geológico. Así, se ha documentado agujeros de poste de tamaño reducido y poca profundidad,  interpretado de una edificación anterior a la que hoy en día se yergue en el yacimiento y dos silos. Los resultados de la campaña de 2018 permitieron la reinterpretación de las estructuras excavadas en las campañas de los ochenta, y señala distintas fases de ocupación del espacio.

#### Necrópolis
Durante la campaña de 2018 se delimitaron las tumbas documentadas en la etapa del siglo XX. Igualmente, se excavaron otra tumba y dos osarios. Este año apareció la pieza más emblemática del yacimiento, es una estela discoidea tallada en caliza. Al año siguiente, se excavó tres tumbas más, junto con otros tres osarios.

## Restos arqueológicos
El yacimiento de San Nicolás está compuesto por una Ermita, medianamente orientada este-oeste, y una Necrópolis al sur de la misma. 
La planta de la Ermita está compuesta por un ábside cuadrangular y una nave central rectangular. Este edificio tiene distintas fases constructivas y ha funcionado tanto como de centro de culto como de área económica. Tras las investigaciones de 2018 los medios publicaron la existencia de unos "agujeros de poste" que significarían que existió una edificación anterior a la de la ermita. Además, Francisco Reyes bajara la hipótesis de que alrededor del siglo XII San Nicolás dejó de ser el centro parroquial del núcleo urbano y quedaría como centro secundario, captando su importancia la actual Iglesia de la Asunción de La Sequera de Haza.
Por otra parte, en la campaña de 2019 el equipo de arqueólogos y arqueólogas hallaron una estructura de combustión de 4,14 m de longitud en la parte extrema suroccidental de la nave se excavó, lo que reafirma la segunda función del edificio como área económica. En este sentido, según afirmó el director del proyecto Alberto Polo para el Diario de Burgos: "esto indica que antes de que se construyera la ermita ese espacio fue el lugar central de una comunidad de aldea, que vivía y desarrollaba sus actividades en ese lugar".  El espacio correspondiente a la nave central mide 12,5 metros de longitud y 5,5 de ancho. Dentro de ese espacio la estratigrafía y sus elementos encontrados nos permite una adscripción cronotipológica. La estructura del foso de fundición dentro la formación de caliza tiene una longitud máxima de 414 cm y de ancho 95cm con una profundidad de 80cm máxima y de 55cm mínima. En la parte de composición de arena y sedimento se ha localizado carbones, fragmentos de adobes. arcillas rubecfactadas y numerosos fragmentos y escorias de bronce. por la última parte compuestado principalmente de tierra se ha encontrado pequeñas placas de bronce y un conjunto de piezas en arcilla perforadas que parecen a restos de la antigua tobera para arivar el fuego. 

## Contexto histórico
Los análisis tecnológicos y los hallazgos arqueológicos sugieren que la técnica empleada para fabricar las campanas de San Nicolás es la descrita por Teófilo Lombardo en su tratado De diversis artibus. Este método, también documentado en yacimientos cercanos como La Torrecilla de San Andrés, se conoce como 'técnica de Teófilo'.Siguiendo esta línea, es importante señalar que el yacimiento de San Nicolás cuestiona la teoría historiográfica de la despoblación de la Ribera del Duero duranta la Edad Media, que servía para explicar la frontera entre moros y cristianos. Por el contrario, la continuidad en la ocupación de este sitio desde la tardoantigüedad hasta los siglos XI y XII desmontan esta tesis.

## La estela

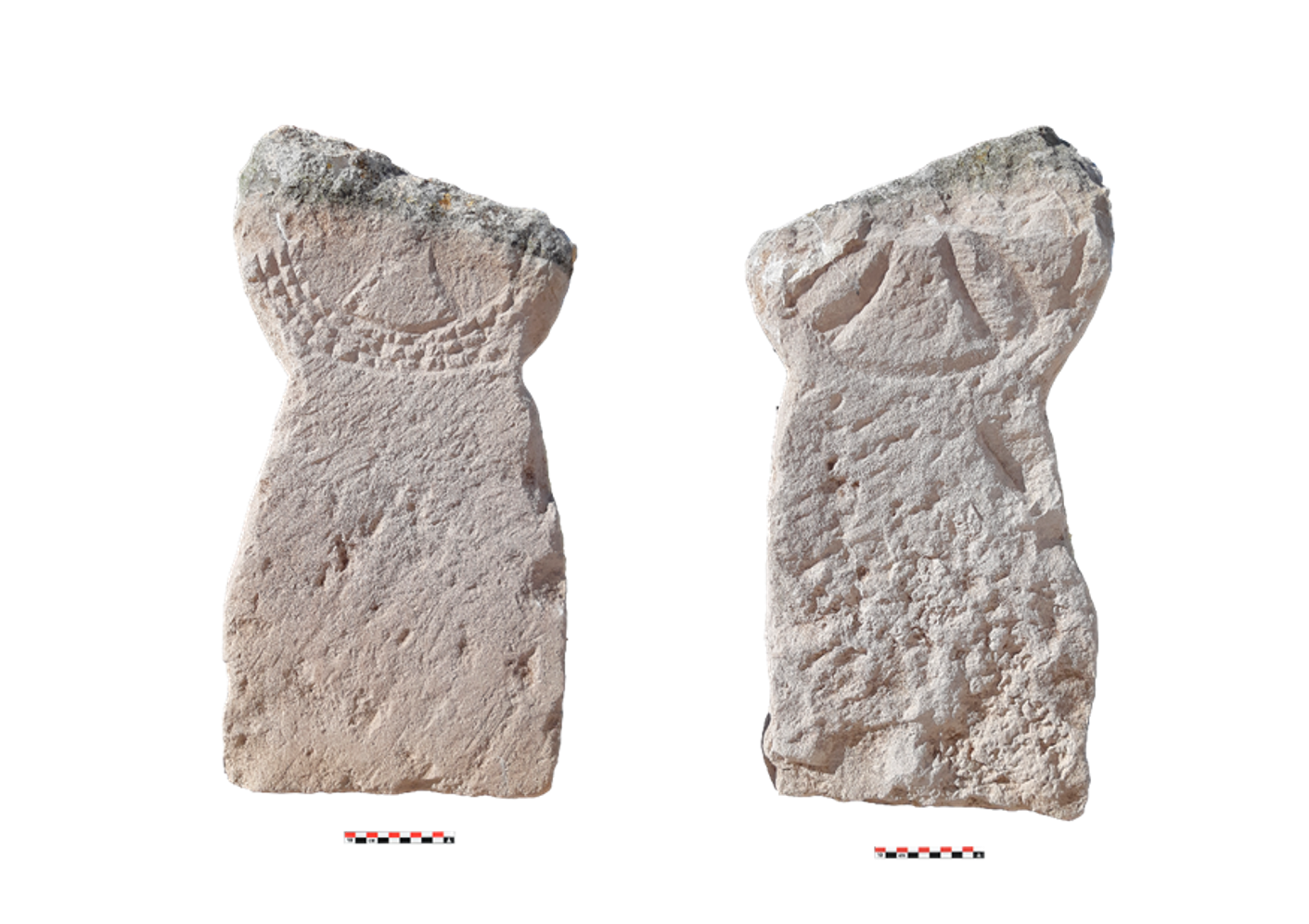
Cara occidental y oriental de la Estela

La estela discoidal se ubica en la cabecera de una sepultura junto a la entrada del costado sur de la Ermita. La zona pertenecía a un gran conjunto de restos óseos (osario) que fue excavado en la campaña de 2019. La importancia viene dada por este hecho, y es que no suelen aparecer in situ. La pieza de caliza está tallada a bisel y posee un disco en la parte superior, lo que le aporta la tipología de "discoidal". La decoración, a pesar de ser el mismo motivo en ambos lados, es distinta. En la cara occidental posee una cruz en bajo relieve rodeada por una orla de puntos, mientras que en la cara oriental se puede apreciar "una cruz alterna con forma de cuatro hojas". Sin embargo, no está completa, la parte superior de la estela está seccionada.
Su decoración y confección relaciona esta estela con otras que se encuentran en los cementerios de La Sequera de Haza y de Moradillo de Roa. Los estudios apuntan a una cronología entre los siglos XII y XIII. Periodo en el que esta comunidad religiosa experimentó una expansión de la estructura, incorporando una entrada lateral mediante, actualmente desaparecido, pero en su momento hizo que todo el edificio tuviera un conjunto arquitectónico. La alternancia de cruces y flores en su decoración establece una conexión visual con los elementos decorativos presentes en las tapias del cementerio local y en el cercano pueblo de Moradillo de Roa.  Esta pieza encaja perfectamente en su entorno funerario, donde se superpone a tumbas excavadas en la roca con forma humana.